# Morchella anatolica
Espèce
Morchella anatolica  de son nom vernaculaire la morille d'Anatolie est une espèce de champignons comestibles, du genre Morchella de la famille des Morchellaceae, découverte en 2009 en Anatolie. Elle est caractérisée par une couleur lilas et une absence de côtes transversales.

## Taxonomie

### Nom binomial
Morchella anatolica  Işiloğlu, Spooner, Alli et Solak 2009

## Description du sporophore
Hyménophore : chapeau creux, de 3 à 4 cm de haut, conique, pointu ou ovoïde, parcouru par de longues côtes généralement en séries parallèles, sans côtes transversales et donc sans alvéoles, couleur lilas à rose.
Stipe : de 1 à 1,5 cm 

## Habitat
La morille d'Anatolie se trouve dans les forêts de Pinus brutia, elle est grégaire sur la mousse.

## Comestibilité
Ce champignon est comestible.